# Mata Maguey, Carrillo Puerto
Mata Maguey är en ort i Mexiko.   Den ligger i kommunen Carrillo Puerto och delstaten Veracruz, i den sydöstra delen av landet, 270 km öster om huvudstaden Mexico City. Mata Maguey ligger 220 meter över havet och antalet invånare är 194.
Terrängen runt Mata Maguey är lite kuperad, och sluttar österut. Runt Mata Maguey är det ganska tätbefolkat, med 62 invånare per kvadratkilometer. Närmaste större samhälle är Cuitláhuac, 12,5 km väster om Mata Maguey. Omgivningarna runt Mata Maguey är en mosaik av jordbruksmark och naturlig växtlighet.